# Nati il 14 dicembre
| Questa pagina contiene informazioni ricavate automaticamente dalle voci biografiche con l'ausilio del template Bio e di un bot. L'aggiornamento è periodico e automatico e ricostruisce completamente la pagina. Se manca una persona in questa lista, sei pregato di non aggiungerla, ma accertati piuttosto che la sua voce biografica contenga il template Bio e che i dati anagrafici siano correttamente compilati. Se il template Bio manca, inseriscilo tu stesso o, in alternativa, metti l'avviso {{tmp\|Bio}} che ne segnala la mancanza. Se i dati riportati sono sbagliati, correggi direttamente la voce biografica; le modifiche saranno visibili in questa lista entro pochi giorni. Per chiarimenti vedi il progetto biografie. La lista contiene solo le 1.044 persone che sono citate nell'enciclopedia e per le quali è stato implementato correttamente il template Bio. Pagina aggiornata al 13 ago 2025. |

## XI secolo(1)
- 1009 - Go-Suzaku, imperatore giapponese († 1045)

## XII secolo(1)
- 1194 - Berengaria del Portogallo, regina († 1221)

## XIV secolo(1)
- 1332 - Federico III di Meißen, nobile tedesco († 1381)

## XV secolo(1)
- 1461 - Filippo Cioni, traduttore e notaio italiano

## XVI secolo(5)
- 1546 - Tycho Brahe, astronomo e astrologo danese († 1601)
- 1548 - Fernando Ruiz de Castro, nobile spagnolo († 1601)
- 1559 - Lupercio Leonardo de Argensola, poeta, drammaturgo e storico spagnolo († 1613)
- 1579 - Gherardo Silvani, architetto e scultore italiano († 1675)
- 1586 - Georgius Calixtus, teologo tedesco († 1656)

## XVII secolo(15)
- 1614 - Massimiliano Savelli Palombara, nobile, alchimista e poeta italiano († 1685)
- 1615 - Carlo Lurago, architetto italiano († 1684)
- 1616 - William Hamilton, II duca di Hamilton, nobile, militare e politico scozzese († 1651)
- 1625 - Barthélemy d'Herbelot de Molainville, orientalista francese († 1695)
- 1631 - Anne Conway, filosofa inglese († 1679)
- 1637 - Niccolò Berrettoni, pittore italiano († 1682)
- 1655 - Filippo d'Assia-Philippsthal († 1721)
- 1663 - Gundakar Thomas von Starhemberg, economista e politico austriaco († 1745)
- 1666 - Georg Andreas Helwig, botanico e teologo tedesco († 1748)
- 1667 - Tommaso Bernardo Gaffi, compositore italiano († 1744)
- 1674 - Johann Michael Heineccius, teologo tedesco († 1722)
- 1681 - Giuseppe Valentini, compositore, violinista e poeta italiano († 1753)
- 1688 - Eustache Chartier de Lotbinière, funzionario francese († 1749)
- 1698 - Federico Luigi di Württemberg, nobile tedesco († 1731)
- 1699 - Félix Cary, storico e numismatico francese († 1754)

## XVIII secolo(33)
- 1705 - Wiguläus von Kreittmayr, giurista e funzionario tedesco († 1790)
- 1709 - Charles Lawrence, militare inglese († 1760)
- 1713 - Martin Knutzen, filosofo tedesco († 1751)
- 1717 - Antal Bajtay, vescovo cattolico ungherese († 1775)
- 1717 - Ercole Gian Antonio Turinetti di Priero, nobile italiano († 1781)
- 1720 - Justus Möser, giurista, storico e scrittore tedesco († 1794)
- 1727 - François-Hubert Drouais, pittore francese († 1775)
- 1730 - James Bruce, esploratore britannico († 1794)
- 1734 - Oluf Gerhard Tychsen, orientalista, numismatico e teologo tedesco († 1815)
- 1737 - Maximilien de Baillet-Latour, feldmaresciallo austriaco († 1806)
- 1738 - Jan Antonín Koželuh, compositore ceco († 1814)
- 1739 - Pierre Samuel Dupont de Nemours, economista e scrittore francese († 1817)
- 1748 - Louis-François de Bausset-Roquefort, cardinale e vescovo cattolico francese († 1824)
- 1748 - William Cavendish, V duca di Devonshire, nobile e politico inglese († 1811)
- 1752 - Tommaso d'Avalos, politico e diplomatico italiano († 1806)
- 1771 - Regina Josepha von Siebold, medica tedesca († 1849)
- 1772 - Giovanni Giuseppe Cappellari, vescovo cattolico e teologo italiano († 1860)
- 1775 - Thomas Cochrane, ammiraglio e politico britannico († 1860)
- 1780 - Karl Vasil'evič Nessel'rode, diplomatico e politico russo († 1862)
- 1781 - Michele Benso di Cavour, nobile, politico e militare italiano († 1850)
- 1784 - Hortense Haudebourt-Lescot, pittrice francese († 1845)
- 1784 - Maria Antonia di Borbone-Due Sicilie, principessa († 1806)
- 1787 - Joaquín Mosquera, giurista, militare e politico colombiano († 1878)
- 1788 - James Clark, medico scozzese († 1870)
- 1789 - Federico IV di Salm-Kyrburg, principe tedesco († 1859)
- 1789 - Maria Szymanowska, pianista e compositrice polacca († 1831)
- 1790 - Federico Colla, funzionario e politico italiano († 1879)
- 1791 - Johan Ludvig Heiberg, poeta danese († 1860)
- 1794 - Erastus Corning I, imprenditore e politico statunitense († 1872)
- 1796 - Lilburn Boggs, politico statunitense († 1860)
- 1797 - Antonio Maria Cagiano de Azevedo, cardinale e vescovo cattolico italiano († 1867)
- 1797 - Ferdinando di Solms-Braunfels, nobile († 1873)
- 1800 - Josef Kriehuber, pittore austriaco († 1876)

## XIX secolo(140)
- 1804 - Andrew Pritchard, naturalista e ottico inglese († 1882)
- 1806 - Ernesto Casimiro II di Ysenburg e Büdingen, principe tedesco († 1861)
- 1807 - Thomas William Webb, astronomo britannico († 1885)
- 1808 - Alberto Ricci, diplomatico e politico italiano († 1876)
- 1809 - Josef Leonhard Bernold, imprenditore, giudice e politico svizzero († 1872)
- 1809 - Gobbo Saragiolo, fantino italiano († 1865)
- 1811 - Noah Porter, filosofo statunitense († 1892)
- 1811 - Urânia Vanério, insegnante, traduttrice e scrittrice brasiliana († 1849)
- 1812 - Charles Canning, I conte Canning, politico e nobile britannico († 1862)
- 1812 - Giuseppe Cimato, patriota italiano († 1897)
- 1813 - Antonia Werr, religiosa tedesca († 1868)
- 1819 - Jean-François Abeloos, scultore belga († 1886)
- 1822 - Eugenio Moretti Larese, pittore e decoratore italiano († 1874)
- 1824 - Pierre Puvis de Chavannes, pittore francese († 1898)
- 1828 - Arsenio Crespellani, archeologo e numismatico italiano († 1900)
- 1828 - Émile de Najac, librettista e drammaturgo francese († 1889)
- 1830 - Jean-François Berthelier, tenore e attore teatrale francese († 1888)
- 1830 - Harald Hirschsprung, medico danese († 1916)
- 1830 - Franz Seraph von Pfistermeister, funzionario tedesco († 1912)
- 1831 - Arsenio Martínez Campos y Antón, generale spagnolo († 1900)
- 1834 - Giuseppe Mirri, politico e generale italiano († 1907)
- 1835 - Egisto Ferroni, pittore italiano († 1912)
- 1836 - Anton Giulio Barrili, politico, scrittore e letterato italiano († 1908)
- 1840 - Viktor Madarász, pittore ungherese († 1917)
- 1842 - Camillo Mezzanotte, politico italiano († 1909)
- 1842 - Charles Otis Whitman, etologo, biologo e docente statunitense († 1910)
- 1844 - Cesare Fantacchiotti, scultore italiano († 1922)
- 1845 - André Bastelica, operaio francese († 1884)
- 1847 - Vincenzo Giura, orafo, gioielliere e politico italiano († 1926)
- 1849 - Oswald von Thun und Hohenstein, politico austriaco († 1913)
- 1850 - Jean Taubenhaus, scacchista polacco († 1919)
- 1852 - Charles Albert Berry, religioso britannico († 1899)
- 1852 - William Cheyne, chirurgo e batteriologo britannico († 1932)
- 1852 - Daniel De Leon, giornalista, politico e sindacalista statunitense († 1914)
- 1852 - Federico Eusebio, storico e archeologo italiano († 1913)
- 1853 - Temistocle Calzecchi Onesti, fisico e inventore italiano († 1922)
- 1854 - Andrea Capparelli, fisiologo italiano († 1921)
- 1855 - Alberto Barracco, politico italiano († 1909)
- 1855 - Vincenzo Volpe, pittore italiano († 1929)
- 1857 - Eugenio Brunetta d'Usseaux, dirigente sportivo italiano († 1919)
- 1857 - Vittorio Cerri, ammiraglio italiano († 1938)
- 1857 - Iosif Ivanovič Mrozovskij, generale russo († 1934)
- 1857 - Sergej Gavrilovič Navašin, chimico e botanico russo († 1930)
- 1857 - Harry L. Rattenberry, attore statunitense († 1925)
- 1859 - Gregorio Ronca, ammiraglio, scienziato e inventore italiano († 1911)
- 1861 - Jurji Zaydan, scrittore e poeta libanese († 1914)
- 1862 - Antonio Cervi, giornalista italiano († 1923)
- 1864 - Frank Campeau, attore statunitense († 1943)
- 1864 - Antonín Klír, ingegnere e compositore di scacchi ceco († 1939)
- 1866 - Roger Fry, artista e critico d'arte inglese († 1934)
- 1866 - William Howard Hay, medico statunitense († 1940)
- 1870 - Italico Brass, pittore, scenografo e collezionista d'arte italiano († 1943)
- 1870 - Dirk Jan de Geer, politico e avvocato olandese († 1960)
- 1870 - Karl Renner, politico austriaco († 1950)
- 1870 - Giuseppe Stuto, militare italiano († 1917)
- 1872 - Giuseppe Romagnoli, medaglista e scultore italiano († 1966)
- 1873 - Samuel Jackson Barnett, fisico statunitense († 1956)
- 1873 - Oscar Chajes, scacchista statunitense († 1928)
- 1873 - Joseph Jongen, compositore, organista e insegnante belga († 1953)
- 1874 - Gertrude Elliott, attrice statunitense († 1950)
- 1874 - Friedrich Georg Hendel, entomologo austriaco († 1936)
- 1874 - Adam Stegerwald, politico tedesco († 1945)
- 1875 - Dobri Hristov, compositore e direttore d'orchestra bulgaro († 1941)
- 1875 - Paul Löbe, politico e giornalista tedesco († 1967)
- 1877 - Wilfred Holroyd, schermidore britannico († 1961)
- 1877 - Giuseppe Romualdi, avvocato, commediografo e politico italiano († 1943)
- 1877 - Meuccio Ruini, politico italiano († 1970)
- 1878 - Tullio Cariolato, politico, dirigente sportivo e pilota automobilistico italiano († 1948)
- 1878 - Frank Jonasson, attore statunitense († 1942)
- 1878 - Paolo Mantica, sindacalista, avvocato e giornalista italiano († 1935)
- 1879 - Hermann Dietrich, politico tedesco († 1954)
- 1879 - Ardiccio Modena, calciatore e arbitro di calcio italiano († 1974)
- 1879 - Mike Spring, maratoneta statunitense († 1970)
- 1880 - Bruno Barilli, scrittore, compositore e critico musicale italiano († 1952)
- 1880 - Hjalmar Mellander, multiplista, lunghista e giavellottista svedese († 1919)
- 1881 - Charles Campbell, velista britannico († 1948)
- 1881 - James W. Horne, regista cinematografico, sceneggiatore e attore statunitense († 1942)
- 1881 - Katherine MacDonald, attrice e produttore cinematografico statunitense († 1956)
- 1881 - Howard Valentine, mezzofondista e velocista statunitense († 1932)
- 1883 - Manolis Kalomiris, compositore greco († 1962)
- 1883 - Robert Péguy, sceneggiatore e regista francese († 1968)
- 1883 - Morihei Ueshiba, artista marziale giapponese († 1969)
- 1884 - Mykola Čarnec'kyj, vescovo cattolico ucraino († 1959)
- 1884 - Gian Maria Cominetti, regista e sceneggiatore italiano († 1961)
- 1884 - Jane Cowl, attrice, commediografa e sceneggiatrice statunitense († 1950)
- 1884 - Lewis Hackett, igienista statunitense († 1962)
- 1884 - Erich Ponto, attore e regista tedesco († 1957)
- 1884 - Regina Ullmann, poetessa e scrittrice svizzera († 1961)
- 1885 - Howard Pixton, aviatore britannico († 1972)
- 1886 - Pietro Annoni, canottiere e dirigente sportivo italiano († 1960)
- 1886 - Ouida Bergère, scrittrice e sceneggiatrice statunitense († 1974)
- 1886 - Vojeslav Molè, storico dell'arte e poeta sloveno († 1973)
- 1886 - Antonio Scamoni, dirigente sportivo, arbitro di calcio e calciatore italiano († 1977)
- 1886 - Charles Seeger, musicologo, compositore e docente statunitense († 1979)
- 1886 - Frederick Worlock, attore inglese († 1973)
- 1886 - Giacomo Zuffi, calciatore italiano († 1956)
- 1887 - Giuseppe Gama, arbitro di calcio e dirigente sportivo italiano
- 1887 - Vlastimil Košvanec, pittore e illustratore ceco († 1961)
- 1887 - Xul Solar, pittore e glottoteta argentino († 1963)
- 1888 - Christine Collins, statunitense († 1964)
- 1888 - Harold Hardwick, nuotatore australiano († 1959)
- 1888 - Åke Lundeberg, tiratore a segno svedese († 1939)
- 1888 - Gaetano Ventimiglia, direttore della fotografia e calciatore italiano († 1974)
- 1888 - Duke Worne, regista, attore e produttore cinematografico statunitense († 1933)
- 1889 - Marguerite Bertsch, sceneggiatrice e regista statunitense († 1967)
- 1889 - Bernard Bijvoet, architetto olandese († 1979)
- 1889 - Basilio Focaccia, ingegnere e politico italiano († 1968)
- 1890 - Y. Frank Freeman, dirigente d'azienda statunitense († 1969)
- 1890 - Sigurd Hoel, scrittore norvegese († 1960)
- 1890 - Francesco Verlengia, bibliotecario italiano († 1967)
- 1892 - Anton Hegarty, mezzofondista britannico († 1944)
- 1892 - Jimmy McColl, calciatore scozzese († 1978)
- 1892 - Guglielmina Setti, critica cinematografica italiana († 1977)
- 1893 - Gaspare Pasta, pentatleta e dirigente sportivo italiano († 1979)
- 1894 - Hans Kaulich, allenatore di calcio austriaco († 1966)
- 1894 - Umberto Maddalena, ufficiale e aviatore italiano († 1931)
- 1894 - Giovanni Orgera, politico italiano († 1967)
- 1895 - Vasilij Michajlovič Badanov, generale sovietico († 1971)
- 1895 - Paul Éluard, poeta francese († 1952)
- 1895 - Giorgio VI del Regno Unito, sovrano britannico († 1952)
- 1895 - George F. Hopkinson, generale britannico († 1943)
- 1895 - Marta Minerbi Ottolenghi, docente e scrittrice italiana († 1974)
- 1896 - Jimmy Doolittle, generale e aviatore statunitense († 1993)
- 1897 - Margaret Chase Smith, politica statunitense († 1995)
- 1897 - Joseph G. Fucilla, linguista e lessicografo statunitense († 1981)
- 1897 - Riccardo Riccardi, geografo e viaggiatore italiano († 1981)
- 1897 - Kurt Alois von Schuschnigg, politico austriaco († 1977)
- 1897 - Georges Thill, tenore francese († 1984)
- 1898 - Alfred Au, calciatore tedesco († 1986)
- 1898 - Efim L'vovič Dzigan, regista cinematografico russo († 1981)
- 1898 - Ugo Fontana, calciatore svizzero
- 1898 - Alexander Langsdorff, archeologo tedesco († 1946)
- 1898 - Palmiro Luigi Pastorelli, calciatore italiano († 1978)
- 1898 - Lillian Randolph, attrice, doppiatrice e cantante statunitense († 1980)
- 1898 - José Luis Zabala, calciatore spagnolo († 1946)
- 1899 - Mario Carelli, politico italiano († 1992)
- 1899 - Bohumil Mořkovský, ginnasta cecoslovacco († 1928)
- 1899 - Achille Salerni, avvocato e politico italiano († 1997)
- 1899 - Renato Sáinz, calciatore boliviano († 1982)
- 1900 - Juan D'Arienzo, musicista argentino († 1976)

## XX secolo(826)
- 1901 - Henri Cochet, tennista francese († 1987)
- 1901 - Suzanne Deve, tennista francese († 1994)
- 1901 - Eugen Geiwitz, schermidore tedesco († 1984)
- 1901 - Deane Keller, pittore e militare statunitense († 1992)
- 1901 - Giannantonio Manci, imprenditore e partigiano italiano († 1944)
- 1901 - Kazimierz Michałowski, archeologo e egittologo polacco († 1981)
- 1901 - Giuseppe Nicolosi, ingegnere, architetto e urbanista italiano († 1981)
- 1901 - Paolo di Grecia, sovrano greco († 1964)
- 1902 - Frances Bavier, attrice statunitense († 1989)
- 1902 - Herbert Feigl, filosofo austriaco († 1988)
- 1902 - Laurent Grimmonprez, calciatore belga († 1984)
- 1902 - Greta Kuckhoff, politica tedesca († 1981)
- 1903 - Otto Horn, militare tedesco († 1999)
- 1903 - Gunnar Hägg, chimico svedese († 1986)
- 1903 - Walter Rangeley, velocista britannico († 1982)
- 1903 - Vitale Venzi, fondista, saltatore con gli sci e combinatista nordico italiano († 1944)
- 1904 - Piero Bottaro, calciatore italiano († 1976)
- 1904 - Marten Geertsema, olandese († 1945)
- 1904 - Dumitru Gheorghiu, bobbista rumeno
- 1904 - Eugen Hadamovsky, politico e giornalista tedesco († 1945)
- 1904 - William S. Heckscher, storico dell'arte tedesco († 1999)
- 1904 - Elda Mazzocchi Scarzella, pedagogista e scrittrice italiana († 2005)
- 1904 - Attila Petschauer, schermidore ungherese († 1943)
- 1905 - Gerardo Bianchi, politico e sindacalista italiano († 1997)
- 1905 - Francesco Marzullo, calciatore italiano († 1988)
- 1905 - Agostino Novella, operaio, sindacalista e politico italiano († 1974)
- 1905 - Arne Rustadstuen, combinatista nordico e fondista norvegese († 1978)
- 1905 - Jaroslav Srba, calciatore cecoslovacco
- 1905 - Olga Zawadzka, insegnante polacca († 2008)
- 1907 - Juan Carlos Corazzo, calciatore e allenatore di calcio uruguaiano († 1986)
- 1907 - Florence Fair, attrice statunitense († 1969)
- 1907 - Georg Frank, calciatore tedesco († 1944)
- 1907 - Paolo Lami, calciatore italiano († 1970)
- 1907 - Gaspar Rubio, calciatore e allenatore di calcio spagnolo († 1983)
- 1908 - Morey Amsterdam, attore statunitense († 1996)
- 1908 - Karl Bleyl, entomologo tedesco († 1995)
- 1908 - Carlos Lamar, schermidore cubano
- 1908 - Slavko Milošević, calciatore e allenatore di calcio jugoslavo († 1990)
- 1908 - Mukai Kuma, pittore giapponese († 1987)
- 1908 - Laurence Naismith, attore britannico († 1992)
- 1908 - Doria Shafik, attivista, poetessa e editrice egiziana († 1975)
- 1909 - Panagiōtīs Aggelopoulos, imprenditore greco († 2001)
- 1909 - Nicholas Thomas Elko, arcivescovo cattolico statunitense († 1991)
- 1909 - Anne Lombard-Jourdan, storica francese († 2010)
- 1909 - Symphony Sid, disc jockey e conduttore radiofonico statunitense († 1984)
- 1909 - Edward Lawrie Tatum, genetista statunitense († 1975)
- 1910 - Antoine Gimenez, anarchico e rivoluzionario italiano († 1982)
- 1910 - Budd Johnson, sassofonista, clarinettista e arrangiatore statunitense († 1984)
- 1910 - Óscar Osorio, militare e politico salvadoregno († 1969)
- 1910 - Luigi Patri, calciatore italiano († 1993)
- 1911 - Juan Bernier Luque, scrittore spagnolo († 1989)
- 1911 - Nino Borsari, ciclista su strada, pistard e dirigente sportivo italiano († 1996)
- 1911 - Gino Paolo Gori, pittore italiano († 1991)
- 1911 - Spike Jones, musicista, attore e comico statunitense († 1965)
- 1911 - Hans von Ohain, ingegnere aeronautico tedesco († 1998)
- 1911 - Mario Pagotto, calciatore e allenatore di calcio italiano († 1992)
- 1912 - Desmond Fitzpatrick, generale inglese († 2002)
- 1913 - Henri Collomb, psichiatra, medico e neurologo francese († 1979)
- 1913 - Arnaldo Graziosi, pianista e compositore italiano († 1997)
- 1913 - Arsène Mersch, ciclista su strada e ciclocrossista lussemburghese († 1980)
- 1913 - Bobby Mitchell, pallanuotista britannico († 1966)
- 1913 - Michele Parigi, pittore italiano († 1987)
- 1913 - Rosalyn Tureck, pianista e clavicembalista statunitense († 2003)
- 1914 - Bruno Bisterzo, pugile italiano († 1955)
- 1914 - Karl Carstens, politico tedesco († 1992)
- 1914 - Johnny Long, giocatore di football americano statunitense († 1975)
- 1914 - Nam Phương, imperatrice vietnamita († 1963)
- 1915 - Rəşid Behbudov, cantante lirico e attore sovietico († 1989)
- 1915 - Frantz Casseus, chitarrista e compositore haitiano († 1993)
- 1915 - Dan Dailey, attore, ballerino e cantante statunitense († 1978)
- 1915 - Valeria De Franciscis, attrice italiana († 2014)
- 1915 - José Toribio Merino, ammiraglio e politico cileno († 1996)
- 1915 - Alfons Moog, calciatore tedesco († 1999)
- 1915 - Gerda Neumann, attrice danese († 1947)
- 1915 - Ave Ninchi, attrice e conduttrice televisiva italiana († 1997)
- 1916 - Marie-Émile Boismard, biblista francese († 2004)
- 1916 - Shirley Jackson, scrittrice e giornalista statunitense († 1965)
- 1916 - Livio Jannattoni, scrittore e giornalista italiano († 1992)
- 1917 - Christian von Bülow, velista danese († 2002)
- 1917 - Anne Cumming, traduttrice e scrittrice britannica († 1993)
- 1917 - Tove Ditlevsen, scrittrice e poetessa danese († 1976)
- 1917 - Guus Dräger, calciatore olandese († 1989)
- 1917 - Vittoria Giunti, partigiana italiana († 2006)
- 1917 - Elyse Knox, attrice e modella statunitense († 2012)
- 1917 - Alberto Morrocco, pittore britannico († 1998)
- 1917 - Franco Sampietro, militare italiano († 1940)
- 1918 - Radu Beligan, attore rumeno († 2016)
- 1918 - Ralph Flanagan, nuotatore statunitense († 1988)
- 1918 - B. K. S. Iyengar, mistico indiano († 2014)
- 1918 - Peter Mamakos, attore statunitense († 2008)
- 1918 - Heino Veskila, cestista estone († 1941)
- 1919 - Al Costello, wrestler italiano († 2000)
- 1919 - Agnes Fink, attrice tedesca († 1994)
- 1919 - Pierino Fuzzi, calciatore italiano
- 1919 - Roberto Mieville, politico italiano († 1955)
- 1919 - Mario Siciliano, regista e sceneggiatore italiano († 1986)
- 1919 - Margie Stewart, modella statunitense († 2012)
- 1919 - Vittoriano Viganò, architetto italiano († 1996)
- 1920 - Luigi Carpentieri, produttore cinematografico italiano († 1987)
- 1920 - Giuseppe Golinelli, politico, partigiano e sindacalista italiano († 2004)
- 1920 - Rosemary Sutcliff, scrittrice britannica († 1992)
- 1920 - Clark Terry, trombettista e compositore statunitense († 2015)
- 1920 - Francisco Urroz, calciatore cileno († 1992)
- 1920 - Luis Soto Valverde, calciatore spagnolo († 1983)
- 1921 - Božo Broketa, calciatore jugoslavo († 1985)
- 1921 - Hans Colberg, calciatore danese († 2007)
- 1921 - Galliano Fogar, storico e partigiano italiano († 2011)
- 1921 - Maurice Mességué, scrittore francese († 2017)
- 1921 - Charley Trippi, giocatore di football americano statunitense († 2022)
- 1922 - Félix Assunção Antunes, calciatore portoghese († 1998)
- 1922 - Nikolaj Gennadievič Basov, fisico sovietico († 2001)
- 1922 - Alfredo Bianchini, attore, cantante e regista italiano († 2001)
- 1922 - Luciano Bianciardi, scrittore, giornalista e traduttore italiano († 1971)
- 1922 - Francesco Corrao, psichiatra e psicoanalista italiano († 1994)
- 1922 - Sergio Marcianò, presbitero, compositore e organista italiano († 2007)
- 1922 - Károly Németh, politico ungherese († 2008)
- 1922 - Karl Radermacher, militare tedesco († 2016)
- 1922 - Don Roper, calciatore inglese († 2001)
- 1922 - Aride Rossi, sindacalista e politico italiano († 2011)
- 1922 - Roy Schafer, psicoanalista e psicologo statunitense († 2018)
- 1923 - Raul Angelini, militare italiano († 1944)
- 1923 - Luigina De Grandis, pittrice, incisore e scrittrice italiana († 2003)
- 1923 - Henri-Géry Hers, fisiologo e biochimico belga († 2008)
- 1923 - Bobby Lowther, cestista, astista e giavellottista statunitense († 2015)
- 1923 - Giuseppe Orciari, politico italiano († 2021)
- 1923 - Francesco Panvini Rosati, numismatico italiano († 1998)
- 1923 - Gerard Reve, scrittore olandese († 2006)
- 1923 - Jim Riffey, cestista e allenatore di pallacanestro statunitense († 2018)
- 1924 - Eugenio Battisti, critico d'arte, storico dell'arte e storico dell'architettura italiano († 1989)
- 1924 - Ettore Conti, attore e doppiatore italiano († 2018)
- 1924 - John Franklyn-Robbins, attore e doppiatore britannico († 2009)
- 1924 - Gohar Gasparyan, soprano armeno († 2007)
- 1924 - Vito Giacalone, politico italiano
- 1924 - Linda Hopkins, cantante e attrice statunitense († 2017)
- 1924 - Raj Kapoor, attore, regista e produttore cinematografico indiano († 1988)
- 1924 - Giacomina Lapenna, giornalista italiana († 2013)
- 1924 - Tamara Lees, attrice britannica († 1999)
- 1924 - Giuseppe Persi, calciatore italiano († 2012)
- 1924 - Siiri Rantanen, fondista finlandese († 2023)
- 1924 - Marge Redmond, attrice statunitense († 2020)
- 1924 - Herbert Tobias, fotografo e attore tedesco († 1982)
- 1925 - Renato Bertocchi, calciatore italiano († 1986)
- 1925 - Emilio Garroni, filosofo e scrittore italiano († 2005)
- 1925 - Pedro Peña, attore spagnolo († 2014)
- 1925 - Ron Stitfall, calciatore gallese († 2008)
- 1926 - Manuel Caldeira, calciatore portoghese († 2014)
- 1926 - Martin Hengel, teologo e saggista tedesco († 2009)
- 1926 - Margaret John, attrice gallese († 2011)
- 1926 - Pietro Scoppola, storico e politico italiano († 2007)
- 1927 - Adrian Burk, giocatore di football americano statunitense († 2003)
- 1927 - Richard Cassilly, tenore statunitense († 1998)
- 1927 - Luciano Frosini, ciclista su strada italiano († 2017)
- 1927 - Carlo Matteucci, allenatore di calcio e calciatore italiano († 2016)
- 1927 - Nikolaj Tatarinov, pentatleta sovietico († 2017)
- 1928 - Nereo Battello, politico italiano († 2017)
- 1928 - Jean Templin, calciatore polacco († 1980)
- 1929 - Shlomo Argov, diplomatico israeliano († 2003)
- 1929 - Åke Hedberg, sollevatore svedese († 1971)
- 1929 - Pete Millar, fumettista e illustratore statunitense († 2003)
- 1929 - Ivana Mononi, storica dell'arte e critica d'arte italiana († 2022)
- 1929 - Fernando Sebastián Aguilar, cardinale e arcivescovo cattolico spagnolo († 2019)
- 1929 - Hiroshi Tada, artista marziale giapponese
- 1930 - Rosanna Carteri, soprano italiano († 2020)
- 1930 - Shmuel Gonen, generale israeliano († 1991)
- 1930 - Fred Gray, attivista e avvocato statunitense
- 1930 - Suzanne Morrow, pattinatrice artistica su ghiaccio canadese († 2006)
- 1930 - Saverio Rampin, pittore italiano († 1992)
- 1930 - Edgard Sorgeloos, ciclista su strada, pistard e dirigente sportivo belga († 2016)
- 1931 - Germano Gambini, cestista e dirigente sportivo italiano († 2010)
- 1931 - Hannes Pétursson, scrittore islandese
- 1931 - Frank Henderson, giocatore di poker statunitense
- 1932 - Gheorghe Constantin, calciatore e allenatore di calcio rumeno († 2010)
- 1932 - Mario Fabbri, magistrato italiano († 2019)
- 1932 - George Furth, librettista, drammaturgo e attore statunitense († 2008)
- 1932 - Abbe Lane, cantante e attrice statunitense
- 1932 - Charlie Rich, cantautore e musicista statunitense († 1995)
- 1932 - Albert Spaggiari, criminale e militare francese († 1989)
- 1932 - Étienne Tshisekedi, politico della Repubblica Democratica del Congo († 2017)
- 1933 - Pompeo Fattor, fondista italiano († 2009)
- 1933 - Hisataka Okamoto, ex calciatore giapponese
- 1933 - Salvatore Palomba, poeta, saggista e paroliere italiano
- 1933 - Lanny Rees, attore statunitense
- 1933 - Gianni Serra, regista e sceneggiatore italiano († 2020)
- 1933 - Ron Waldron, ex rugbista a 15 e allenatore di rugby a 15 gallese
- 1933 - Eva Wilma, attrice e danzatrice brasiliana († 2021)
- 1934 - Antonio Belloni, avvocato e politico italiano
- 1934 - Shyam Benegal, regista e sceneggiatore indiano († 2024)
- 1934 - Marilyn Cooper, attrice e cantante statunitense († 2009)
- 1934 - Franco Marzilli, ceramista, scultore e pittore italiano († 2010)
- 1934 - Elin Ortiz, attore, comico e produttore cinematografico portoricano († 2016)
- 1934 - Ružica Sokić, attrice e scrittrice serba († 2013)
- 1935 - Alberto Aiardi, politico italiano († 2012)
- 1935 - Lewis Arquette, attore statunitense († 2001)
- 1935 - Barbara Leigh-Hunt, attrice britannica († 2024)
- 1935 - Giulio Oberhammer, hockeista su ghiaccio italiano († 2009)
- 1935 - Lee Remick, attrice statunitense († 1991)
- 1935 - Arvo Valton, scrittore, sceneggiatore e politico estone († 2024)
- 1936 - Touria Chaoui, aviatrice marocchina († 1956)
- 1936 - Norberto Menéndez, calciatore argentino († 1994)
- 1936 - Robert A. Parker, ex astronauta e fisico statunitense
- 1936 - Walter Philipp, matematico e alpinista austriaco († 2006)
- 1936 - Elivia Ricci, ex discobola e pesista italiana
- 1936 - Arve Tellefsen, violinista norvegese
- 1936 - C. T. C. Wall, matematico britannico
- 1937 - Domenico Cempella, dirigente pubblico italiano († 2021)
- 1937 - Andrij Chimič, ex canoista sovietico
- 1937 - Frans De Mulder, ciclista su strada belga († 2001)
- 1937 - Roberto Lazzari, nuotatore italiano († 2017)
- 1937 - Anita Lindblom, attrice svedese († 2020)
- 1937 - Francesco Marcone, dirigente pubblico italiano († 1995)
- 1937 - Maria Teresa Riedl, tennista italiana († 1995)
- 1938 - Leonardo Boff, presbitero, teologo e scrittore brasiliano
- 1938 - Stewart Brand, saggista statunitense
- 1938 - Frank Cullotta, mafioso, collaboratore di giustizia e scrittore statunitense († 2020)
- 1938 - Mario Gandelsonas, architetto e teorico dell'architettura argentino
- 1938 - Fabrizio Angelo Pennacchietti, orientalista, linguista e esperantista italiano
- 1938 - Alessandro Sanvito, scacchista e scrittore italiano († 2020)
- 1938 - Janette Scott, attrice britannica
- 1938 - Harald Wehner, calciatore tedesco orientale († 2012)
- 1939 - Stephen Cook, informatico e matematico statunitense
- 1939 - Arthur Cox, allenatore di calcio inglese
- 1939 - Ernie Davis, giocatore di football americano statunitense († 1963)
- 1939 - Terry Doran, manager britannico († 2020)
- 1939 - Ferdinand Fellmann, filosofo tedesco († 2019)
- 1939 - Enrico Olivieri, attore italiano († 2022)
- 1939 - Alessandra Panaro, attrice italiana († 2019)
- 1939 - Vittorio Russo, scrittore italiano
- 1939 - Ivan Vucov, calciatore e allenatore di calcio bulgaro († 2019)
- 1940 - Vittorio Ambron, rugbista a 15 italiano († 2023)
- 1940 - Consuelo Armijo, scrittrice e illustratrice spagnola († 2011)
- 1940 - Leonardo Farinelli, bibliotecario, storico e giornalista italiano
- 1940 - Miklós Meszéna, schermidore ungherese († 1995)
- 1940 - Ernesto Pellegrini, imprenditore e dirigente sportivo italiano († 2025)
- 1940 - Roberto Tacchini, ex calciatore italiano
- 1940 - Sérgio Trindade, ingegnere brasiliano († 2020)
- 1940 - Klaus Weinand, ex cestista tedesco
- 1940 - Rafailo Kalik, monaco cristiano serbo
- 1941 - Karan Armstrong, soprano statunitense († 2021)
- 1941 - Ed Chynoweth, dirigente sportivo canadese († 2008)
- 1941 - Jiménez, calciatore spagnolo († 2021)
- 1941 - Iván Menczel, calciatore ungherese († 2011)
- 1941 - Humberto Solás, regista e sceneggiatore cubano († 2008)
- 1941 - Ellen Willis, saggista, critica musicale e giornalista statunitense († 2006)
- 1942 - Bui Tuong Phong, informatico vietnamita († 1975)
- 1942 - Corrado Corradi, ex calciatore italiano
- 1942 - Juan Diego, attore spagnolo († 2022)
- 1942 - Iuliu Falb, schermidore rumeno († 2009)
- 1942 - Jennifer Hilary, attrice cinematografica e attrice teatrale britannica († 2008)
- 1942 - Marianne Jahn, sciatrice alpina austriaca († 2025)
- 1942 - Benny Lennartsson, allenatore di calcio e ex calciatore svedese
- 1942 - Ennio Marzocchini, regista televisivo, regista cinematografico e scrittore italiano († 2011)
- 1942 - Jean-Claude Poirier, fumettista francese († 1980)
- 1942 - Dick Wagner, chitarrista e cantante statunitense († 2014)
- 1943 - Britt Allcroft, scrittrice, produttrice televisiva e regista britannica († 2024)
- 1943 - Carmen Cruz, ex cestista ecuadoriana
- 1943 - Dandy Livingstone, cantautore, compositore e produttore discografico giamaicano
- 1943 - António Simões, ex calciatore portoghese
- 1943 - Marco Tartari, ex calciatore italiano
- 1943 - René van der Linden, politico olandese
- 1944 - Ljiljana Buttler, cantante serba († 2010)
- 1944 - Ryszard Szymczak, calciatore polacco († 1996)
- 1944 - Denis Thwaites, calciatore inglese († 2015)
- 1944 - Jon Terje Øverland, ex sciatore alpino norvegese
- 1945 - Roque Avallay, ex calciatore argentino
- 1945 - Jeremy Kagan, regista, sceneggiatore e produttore televisivo statunitense
- 1945 - Hawk Koch, produttore cinematografico statunitense
- 1945 - Francesca Morvillo, magistrata italiana († 1992)
- 1945 - Salvatore Sanfilippo, politico italiano
- 1946 - Antony Beevor, storico britannico
- 1946 - Jane Birkin, attrice, cantante e regista britannica († 2023)
- 1946 - Leon Botstein, direttore d'orchestra svizzero
- 1946 - Jobriath, cantante statunitense († 1983)
- 1946 - Patty Duke, attrice statunitense († 2016)
- 1946 - Ruth Fuchs, giavellottista e politica tedesca († 2023)
- 1946 - Sanjay Gandhi, politico indiano († 1980)
- 1946 - Peter Lorimer, calciatore britannico († 2021)
- 1946 - Elaine Princi, attrice statunitense
- 1946 - Giancarlo Rolla, giurista italiano
- 1946 - Augusto Tocci, agronomo, botanico e divulgatore scientifico italiano
- 1946 - Aura Urziceanu, cantante e compositrice rumena
- 1947 - Tom Mardirosian, attore statunitense
- 1947 - Piero Marsili Libelli, fotografo e fotoreporter italiano
- 1947 - John Mearsheimer, politologo statunitense
- 1947 - Dilma Rousseff, politica e economista brasiliana
- 1948 - Lester Bangs, critico musicale e musicista statunitense († 1982)
- 1948 - Tom Herron, pilota motociclistico britannico († 1979)
- 1948 - Luigi Pruneti, scrittore italiano
- 1948 - Dee Wallace, attrice statunitense
- 1949 - Bill Buckner, giocatore di baseball statunitense († 2019)
- 1949 - Pierluigi Calderoni, musicista e batterista italiano
- 1949 - Giorgio Colangeli, attore italiano
- 1949 - Sandro Giacobbe, cantautore italiano
- 1949 - Magda Negri, politica italiana
- 1949 - Lloyd Phillips, produttore cinematografico sudafricano († 2013)
- 1949 - Inger Lise Rypdal, cantante norvegese
- 1949 - Steve Twellman, ex calciatore statunitense
- 1949 - Henryk Wieczorek, ex calciatore polacco
- 1949 - Cliff Williams, bassista inglese
- 1950 - Christiane Krause, ex velocista tedesca
- 1950 - Vicki Michelle, attrice britannica
- 1950 - Carl Reid, presbitero e vescovo anglicano canadese
- 1950 - Manlio Truscia, fumettista, illustratore e pittore italiano
- 1951 - John Brown, ex cestista statunitense
- 1951 - Rick Colella, ex nuotatore statunitense
- 1951 - Clyde Dickey, cestista statunitense († 2003)
- 1951 - Amy Hempel, scrittrice e giornalista statunitense
- 1951 - Joaquim Moutinho, pilota di rally portoghese († 2019)
- 1951 - David T. Runia, grecista e latinista australiano
- 1951 - Max Stefani, giornalista e critico musicale italiano
- 1951 - Jan Timman, scacchista olandese
- 1951 - Celia Weston, attrice statunitense
- 1952 - Andrea Barzini, regista e sceneggiatore italiano
- 1952 - Andrzej Dzięga, arcivescovo cattolico polacco
- 1952 - John Lurie, attore, musicista e pittore statunitense
- 1952 - Gérard Meylan, attore francese
- 1952 - John Newbold, pilota motociclistico britannico († 1982)
- 1952 - Klaus Steinbach, ex nuotatore tedesco
- 1953 - Vijay Amritraj, ex tennista, attore e telecronista sportivo indiano
- 1953 - Vangelīs Meimarakīs, politico e avvocato greco
- 1953 - Luís Norton de Matos, allenatore di calcio, dirigente sportivo e ex calciatore portoghese
- 1954 - Ib Andersen, ex ballerino e coreografo danese
- 1954 - Giorgio Bianciardi, biologo italiano
- 1954 - Piero Ferraris, scrittore, attore e umorista italiano
- 1954 - Lars Hernquist, astrofisico e insegnante statunitense
- 1954 - James Horan, attore e doppiatore statunitense
- 1954 - Maurizio Lenzerini, ingegnere italiano
- 1954 - Steven MacLean, ex astronauta canadese
- 1954 - Eva Mattes, attrice tedesca
- 1954 - Dora Moroni, cantante e soubrette italiana
- 1954 - Rafael Otero, ex calciatore colombiano
- 1954 - Andy Rollings, ex calciatore inglese
- 1954 - Amin Shouman, ex cestista egiziano
- 1954 - Roberto Zanetti, politico svizzero
- 1955 - Dan Barrett, trombonista, trombettista e arrangiatore statunitense
- 1955 - Roland Brückner, ex ginnasta tedesco
- 1955 - Hervé Guibert, scrittore, fotografo e sceneggiatore francese († 1991)
- 1955 - Dan Immerfall, ex pattinatore di velocità su ghiaccio statunitense
- 1955 - Paolo Pardini, giornalista e scrittore italiano
- 1955 - John Paulson, imprenditore statunitense
- 1955 - Cino Zucchi, architetto italiano
- 1956 - Sandy Adams, politica statunitense
- 1956 - Linda Fabiani, politica scozzese
- 1956 - Peter Norvig, informatico statunitense
- 1956 - Béla Réthy, giornalista tedesco
- 1956 - Hanni Wenzel, ex sciatrice alpina liechtensteinese
- 1957 - Aliyar Aliyev, militare azero († 1992)
- 1957 - Mario Baccini, politico italiano
- 1957 - Jean-Paul Brigger, allenatore di calcio e ex calciatore svizzero
- 1957 - Tim Cone, allenatore di pallacanestro statunitense
- 1957 - Patrick Deville, scrittore francese
- 1957 - John Terwilliger, ex canottiere statunitense
- 1958 - Allan Boath, ex calciatore scozzese
- 1958 - Sussan Deyhim, coreografa, ballerina e attrice iraniana
- 1958 - Jan Fabre, artista, coreografo e regista teatrale belga
- 1958 - Nicolò Falsaperna, generale italiano († 2025)
- 1958 - Željko Lukajić, allenatore di pallacanestro serbo
- 1958 - Bruno Osimo, semiologo e scrittore italiano
- 1958 - Rinaldo Piraccini, allenatore di calcio e ex calciatore italiano
- 1958 - Massimo Riga, allenatore di pallacanestro italiano
- 1958 - Angelo Rottoli, pugile italiano († 2020)
- 1958 - Mike Scott, cantante e chitarrista britannico
- 1958 - Peter Williams, rugbista a 13 e rugbista a 15 britannico
- 1959 - Tiziano Arlotti, politico italiano
- 1959 - Mauro Bussani, giurista italiano
- 1959 - Debbie Lee Carrington, attrice statunitense († 2018)
- 1959 - Paul Friedberg, ex schermidore statunitense
- 1959 - Paul Frielinghaus, attore televisivo tedesco
- 1959 - Yoram Gutgeld, dirigente d'azienda e politico israeliano
- 1959 - Nan Hayworth, politica e medico statunitense
- 1959 - Bob Paris, culturista statunitense
- 1959 - C.J. Snare, cantante statunitense († 2024)
- 1960 - Hussein Al-Sheikh, politico palestinese
- 1960 - Catherine Coleman, ex astronauta e chimica statunitense
- 1960 - James Comey, dirigente pubblico statunitense
- 1960 - Michèle Flournoy, politica e funzionario statunitense
- 1960 - Don Franklin, attore statunitense
- 1960 - Jacques Hanegraaf, ex ciclista su strada e dirigente sportivo olandese
- 1960 - Florin Iordache, politico rumeno
- 1960 - Harry James, batterista britannico
- 1960 - Savino Parisi, mafioso italiano
- 1960 - Viktor Pinčuk, imprenditore e politico ucraino
- 1960 - Ebrahim Raisi, politico e magistrato iraniano († 2024)
- 1960 - Chris Waddle, ex calciatore e allenatore di calcio inglese
- 1960 - Diane Williams, ex velocista statunitense
- 1961 - Marco Ganna, canoista italiano
- 1961 - Daniel Hennequin, fisico francese
- 1961 - Eberhard Janotta, ex calciatore tedesco orientale
- 1961 - Vidar Sanderud, ex calciatore norvegese
- 1961 - Guri Schanke, cantante e attrice norvegese
- 1961 - Jean-Baptiste Tribout, arrampicatore francese
- 1962 - Bela B., batterista, cantante e attore tedesco
- 1962 - Antonio Ferre, ex giocatore di calcio a 5 spagnolo
- 1962 - Janet Harris, ex cestista statunitense
- 1962 - Ginger Lynn, attrice cinematografica, ex modella e ex attrice pornografica statunitense
- 1962 - Redžep Redžepovski, ex pugile macedone
- 1962 - Yvonne Ryding, modella svedese
- 1962 - Lisa Stothard, attrice e modella statunitense
- 1963 - William Bedford, ex cestista statunitense
- 1963 - Andrea Cipressa, maestro di scherma e ex schermidore italiano
- 1963 - Diana Gansky, ex discobola tedesca
- 1963 - Cynthia Gibb, attrice statunitense
- 1963 - Walter Gugele, ex sciatore alpino austriaco
- 1963 - Jean-Michel Henry, ex schermidore francese
- 1963 - Vicenç Pagès i Jordà, scrittore e critico letterario spagnolo († 2022)
- 1963 - Alice Ripley, attrice teatrale e cantante statunitense
- 1963 - Brad Underwood, allenatore di pallacanestro statunitense
- 1964 - Rebecca Gibney, attrice neozelandese
- 1964 - Karey Kirkpatrick, sceneggiatore, regista e produttore cinematografico statunitense
- 1964 - Jurij Lucenko, politico ucraino
- 1964 - Noémie Lvovsky, regista, sceneggiatrice e attrice francese
- 1964 - Luis Mosquera, ex calciatore ecuadoriano
- 1964 - Carlo Pasceri, chitarrista e compositore italiano
- 1964 - Giorgio Squadrone, paracadutista italiano
- 1964 - Dino Stamatopoulos, attore, sceneggiatore e produttore televisivo statunitense
- 1964 - Leszek Zygmunt, ex giocatore di calcio a 5 polacco
- 1965 - Giovanni Amelino-Camelia, fisico italiano
- 1965 - Aljoša Asanović, allenatore di calcio, dirigente sportivo e ex calciatore croato
- 1965 - Craig Biggio, ex giocatore di baseball statunitense
- 1965 - Vinicio Capossela, cantautore, polistrumentista e scrittore italiano
- 1965 - Noritaka Funamizu, autore di videogiochi e character designer giapponese
- 1965 - Helle Helle, scrittrice danese
- 1965 - India Knight, giornalista e scrittrice britannica
- 1965 - Ted Raimi, attore, regista e sceneggiatore statunitense
- 1965 - Gretchen Rubin, scrittrice statunitense
- 1966 - Fabrizio Giovanardi, pilota automobilistico italiano
- 1966 - Carl Herrera, ex cestista venezuelano
- 1966 - Lucrecia Martel, regista cinematografica e sceneggiatrice argentina
- 1966 - Anthony Mason, cestista statunitense († 2015)
- 1966 - Bill Ranford, allenatore di hockey su ghiaccio e ex hockeista su ghiaccio canadese
- 1966 - Marcela Ríos, politica e sociologa cilena
- 1966 - Tim Sköld, bassista, chitarrista e cantante svedese
- 1966 - Helle Thorning-Schmidt, politica danese
- 1966 - Sarah Zettel, scrittrice statunitense
- 1967 - Fred Cavayé, regista cinematografico e sceneggiatore francese
- 1967 - Hanne Haugland, ex altista norvegese
- 1967 - Sonja Johnson, cavallerizza australiana
- 1967 - George O'Boyle, ex calciatore nordirlandese
- 1967 - Palhinha, dirigente sportivo, allenatore di calcio e ex calciatore brasiliano
- 1967 - Eldridge Recasner, ex cestista e allenatore di pallacanestro statunitense
- 1968 - Kelley Armstrong, scrittrice canadese
- 1968 - Gerald Glatzmeyer, calciatore austriaco († 2001)
- 1968 - C.J. Hunter, pesista statunitense († 2021)
- 1968 - Charles Joseph Sampa Kasonde, vescovo cattolico zambiano
- 1968 - Vincenzo Mazzeo, allenatore di calcio e ex calciatore italiano
- 1968 - Gazmend Oketa, politico albanese
- 1969 - Ildebrando D'Arcangelo, basso italiano
- 1969 - James Debbah, allenatore di calcio e ex calciatore liberiano
- 1969 - Gerhard Gleirscher, ex slittinista austriaco
- 1969 - Archie Kao, attore statunitense
- 1969 - Igor' Kogan, banchiere russo
- 1969 - Arthur Numan, ex calciatore olandese
- 1969 - Alessandro Sortino, giornalista, personaggio televisivo e autore televisivo italiano
- 1969 - Jolanta Vilutytė, ex cestista lituana
- 1970 - Nicholas Angelich, pianista statunitense († 2022)
- 1970 - Alessandro Dobici, fotografo italiano
- 1970 - Juan Carlos Docabo, ex calciatore argentino
- 1970 - Vladimir Grbić, ex pallavolista serbo
- 1970 - Anna Maria Jopek, cantante polacca
- 1970 - Maulen Mamyrov, ex lottatore kazako
- 1970 - Beth Orton, cantautrice inglese
- 1970 - Jeff Pain, ex skeletonista canadese
- 1970 - Nico Van Kerckhoven, ex calciatore belga
- 1970 - Albin de la Simone, cantante, compositore e arrangiatore francese
- 1971 - Viktor Bologan, scacchista moldavo
- 1971 - John Cassaday, fumettista statunitense († 2024)
- 1971 - Dzmitryj Daŭhalënak, ex canoista bielorusso
- 1971 - Riccardo Frizza, direttore d'orchestra italiano
- 1971 - Chris Hakius, batterista statunitense
- 1971 - Jalel Kadri, allenatore di calcio e ex calciatore tunisino
- 1971 - Marzio Martelli, ex tennista italiano
- 1971 - Natascha McElhone, attrice britannica
- 1971 - Luca Monari, ex calciatore italiano
- 1971 - Tia Texada, attrice statunitense
- 1971 - Chris Therien, ex hockeista su ghiaccio canadese
- 1971 - Michaela Watkins, attrice e comica statunitense
- 1971 - Tanja Wedhorn, attrice tedesca
- 1972 - Jason Barry, attore irlandese
- 1972 - Andrea Borgato, tennistavolista italiano
- 1972 - Domenico Cecere, calciatore italiano († 2023)
- 1972 - Christian E. Christiansen, regista, sceneggiatore e attore danese
- 1972 - Mike Hale, pilota motociclistico statunitense
- 1972 - Miranda Hart, attrice, sceneggiatrice e comica britannica
- 1972 - Luigi Merola, presbitero e scrittore italiano
- 1973 - Joe Barbieri, cantautore, produttore discografico e compositore italiano
- 1973 - Nebojša Bogavac, allenatore di pallacanestro e ex cestista montenegrino
- 1973 - Pat Burke, ex cestista irlandese
- 1973 - José Luis Castillo, pugile messicano
- 1973 - Arayik Harutyunyan, politico karabakho
- 1973 - Boris Henry, ex giavellottista tedesco
- 1973 - Allan Johnston, allenatore di calcio e ex calciatore scozzese
- 1973 - Jung Hye-young, attrice sudcoreana
- 1973 - Giampaolo Medei, allenatore di pallavolo italiano
- 1973 - Mario Pardini, politico italiano
- 1973 - Tomasz Radzinski, dirigente sportivo e ex calciatore polacco
- 1973 - Saulius Štombergas, ex cestista e allenatore di pallacanestro lituano
- 1973 - Thuy Trang, attrice vietnamita († 2001)
- 1973 - Federico Vidal, allenatore di calcio a 5 e ex giocatore di calcio a 5 spagnolo
- 1974 - Cuban Link, rapper statunitense
- 1974 - Ivan Quaranta, ex ciclista su strada e pistard italiano
- 1974 - Juninho Petrolina, ex calciatore brasiliano
- 1975 - Daniela Aiuto, politica italiana
- 1975 - Rolando Álvarez, ex calciatore venezuelano
- 1975 - Luciano Cadeddu, politico italiano
- 1975 - James Cotton, ex cestista statunitense
- 1975 - Tamecka Dixon, ex cestista statunitense
- 1975 - Justin Furstenfeld, cantante e chitarrista statunitense
- 1975 - Ben Kay, ex rugbista a 15 britannico
- 1975 - Jorge Pinto da Silva, allenatore di calcio e ex calciatore portoghese
- 1975 - Klebér Saarenpää, allenatore di calcio e ex calciatore svedese
- 1975 - Andrés Scotti, ex calciatore e dirigente sportivo uruguaiano
- 1975 - KaDee Strickland, attrice statunitense
- 1975 - Rafael Trujillo, velista spagnolo
- 1976 - Sharif Fati Ali Al Mishad, imprenditore e criminale egiziano
- 1976 - Tammy Blanchard, attrice statunitense
- 1976 - Alfie Burden, giocatore di snooker inglese
- 1976 - Carlos Carbonell Pascual, allenatore di judo spagnolo
- 1976 - Yuri, cantante sudcoreana
- 1976 - Ahmed Douhou, velocista ivoriano
- 1976 - Jon Ekstrand, compositore svedese
- 1976 - Santiago Ezquerro, ex calciatore spagnolo
- 1976 - Peter Gade, ex giocatore di badminton danese
- 1976 - Petter Hansson, ex calciatore svedese
- 1976 - Knut Henry Haraldsen, ex calciatore norvegese
- 1976 - Alonso Izaguirre, ex cestista messicano
- 1976 - Giles Terera, attore teatrale e cantante inglese
- 1976 - Igor Tomašić, ex calciatore croato
- 1977 - Romain Dumas, pilota automobilistico francese
- 1977 - Fally Ipupa, cantante della Repubblica Democratica del Congo
- 1977 - Marvin Lambert, wrestler statunitense († 2012)
- 1977 - Haruko Momoi, doppiatrice e cantante giapponese
- 1977 - Andrés Orozco-Estrada, direttore d'orchestra e violinista colombiano
- 1978 - Wade Elliott, allenatore di calcio e ex calciatore inglese
- 1978 - Martina Filjak, pianista croata
- 1978 - Asier García Regueiro, ex cestista spagnolo
- 1978 - Sebastián González, ex calciatore cileno
- 1978 - Gromee, disc jockey e produttore discografico polacco
- 1978 - Wolfgang Klapf, calciatore austriaco
- 1978 - Shedrack Korir, ex mezzofondista keniota
- 1978 - Ihor Kryvyč, ex cestista ucraino
- 1978 - Rostyslav Kryvyč, ex cestista ucraino
- 1978 - Fabrizio Lai, pilota motociclistico italiano
- 1978 - Jordan Madley, attrice e ex modella canadese
- 1978 - Zdeněk Pospěch, ex calciatore ceco
- 1978 - Paul Robinson, ex calciatore inglese
- 1978 - Patty Schnyder, ex tennista svizzera
- 1978 - Simona Sparaco, scrittrice e sceneggiatrice italiana
- 1978 - Kim St-Pierre, ex hockeista su ghiaccio canadese
- 1978 - Radu Sîrbu, cantante moldavo
- 1978 - Enrico Toccacelo, pilota automobilistico italiano
- 1979 - Levan Akin, regista e sceneggiatore svedese
- 1979 - David Anderson, ex sciatore alpino canadese
- 1979 - Jean-Alain Boumsong, ex calciatore francese
- 1979 - Enrico Dorigatti, ex hockeista su ghiaccio italiano
- 1979 - Autumn Durald, direttrice della fotografia statunitense
- 1979 - Heike Heubach, politica tedesca
- 1979 - Adelina Ismajli, cantante kosovara
- 1979 - Sophie Monk, cantante e attrice australiana
- 1979 - Michael Owen, ex calciatore inglese
- 1979 - Alison Powers, ex sciatrice alpina e ciclista su strada statunitense
- 1979 - Andrea Righi, ex nuotatore italiano
- 1979 - Hugo Sabido, ex ciclista su strada portoghese
- 1979 - Eddin Santiago, allenatore di pallacanestro e ex cestista portoricano
- 1979 - Kyle Shanahan, allenatore di football americano statunitense
- 1979 - Paco Soares, ex calciatore brasiliano
- 1979 - Mariusz Wach, pugile polacco
- 1980 - Anderson Oliveira Almeida, ex calciatore brasiliano
- 1980 - Petr Ardeleanu, arbitro di calcio ceco
- 1980 - Kilian Baumann, agricoltore e politico svizzero
- 1980 - Thed Björk, pilota automobilistico svedese
- 1980 - Annalisa Camilli, giornalista italiana
- 1980 - Gordon Greer, ex calciatore scozzese
- 1980 - Marika, cantante e conduttrice televisiva polacca
- 1980 - Andreas Lindberg, ex calciatore svedese
- 1980 - Pepa, allenatore di calcio e ex calciatore portoghese
- 1980 - Alexej Mittendorf, ex giocatore di football americano tedesco
- 1980 - Carlos José Ochoa, ex ciclista su strada venezuelano
- 1980 - David Paryla, attore austriaco
- 1980 - Tata Young, cantante thailandese
- 1980 - Didier Zokora, dirigente sportivo e ex calciatore ivoriano
- 1981 - Amber Chia, modella, attrice e conduttrice televisiva malaysiana
- 1981 - Silvia Gaudino, dirigente sportiva e ex rugbista a 15 italiana
- 1981 - Rochelle Gilmore, dirigente sportiva, ex ciclista su strada e pistard australiana
- 1981 - Haraldur Freyr Guðmundsson, ex calciatore e ex giocatore di calcio a 5 islandese
- 1981 - Émilie Heymans, tuffatrice canadese
- 1981 - Christine Horne, attrice canadese
- 1981 - Johnny Jeter, wrestler statunitense
- 1981 - Tomáš Kůrka, ex hockeista su ghiaccio ceco
- 1981 - Liam Lawrence, ex calciatore irlandese
- 1981 - Lee Sun-ho, attore sudcoreano
- 1981 - Shaun Marcum, ex giocatore di baseball statunitense
- 1981 - Itziar Mendizabal, ballerina spagnola
- 1981 - Antonio Rambo, ex cestista statunitense
- 1981 - Anders Wikström, ex calciatore svedese
- 1982 - Elena Barolo, showgirl, attrice e conduttrice televisiva italiana
- 1982 - Vince Bellissimo, ex hockeista su ghiaccio canadese
- 1982 - Chemseddine Chtibi, calciatore marocchino
- 1982 - Mark-Jan Fledderus, ex calciatore olandese
- 1982 - Dan Gargan, ex calciatore statunitense
- 1982 - Gayson Gregory, calciatore antiguo-barbudano
- 1982 - Janine Hanson, canottiera canadese
- 1982 - Michel Lasme, ex cestista e allenatore di pallacanestro ivoriano
- 1982 - Matthew McNulty, attore britannico
- 1982 - Steven Sidwell, ex calciatore inglese
- 1982 - Iván Vázquez, ex calciatore messicano
- 1983 - Marko Andić, calciatore serbo
- 1983 - Léo Aro, ex calciatore brasiliano
- 1983 - Íñigo Errejón, politologo e politico spagnolo
- 1983 - Stéphanie Frappart, arbitro di calcio francese
- 1983 - Tatum Keshwar, modella sudafricana
- 1983 - Mae Koime, ex velocista papuana
- 1983 - Maja Kraft, cantante polacca
- 1983 - Linda Mackenzie, nuotatrice australiana
- 1983 - Alexandre Mendy, ex calciatore francese
- 1983 - Jeremy Mincey, giocatore di football americano statunitense
- 1983 - Samson Mulugeta, calciatore etiope
- 1983 - Dane Richards, ex calciatore giamaicano
- 1983 - Alexandra Rochelle, pallavolista francese
- 1983 - Andrea Vadrucci, batterista italiano
- 1984 - Chadli Amri, allenatore di calcio e ex calciatore algerino
- 1984 - Carline Bouw, canottiera olandese
- 1984 - Chris Brunt, allenatore di calcio e ex calciatore nordirlandese
- 1984 - Natalia Bush, modella, showgirl e attrice spagnola
- 1984 - Daniele Chiffi, arbitro di calcio italiano
- 1984 - Nika Fleiss, ex sciatrice alpina croata
- 1984 - Mike Fuentes, batterista statunitense
- 1984 - Krissy Lynn, attrice pornografica statunitense
- 1984 - Marius Mihalache, calciatore rumeno
- 1984 - Alex Muscat, ex calciatore maltese
- 1984 - Molly Nilsson, musicista e produttrice discografica svedese
- 1984 - Eric Pearson, sceneggiatore statunitense
- 1984 - Joe Persichina, giocatore di baseball statunitense
- 1984 - Royal Frenz, cantante, cantautore e musicista cileno
- 1984 - Jackson Rathbone, attore statunitense
- 1984 - Tatsuya Shihira, fumettista giapponese
- 1985 - Jakub Błaszczykowski, ex calciatore polacco
- 1985 - Darío Delgado, calciatore costaricano
- 1985 - Lucas Diniz, allenatore di calcio a 5 e ex giocatore di calcio a 5 brasiliano
- 1985 - Evgenij Lagunov, ex nuotatore russo
- 1985 - Brian Laing, ex cestista statunitense
- 1985 - Syed Rahim Nabi, ex calciatore e politico indiano
- 1985 - Mike Santorelli, allenatore di hockey su ghiaccio e ex hockeista su ghiaccio canadese
- 1985 - Paul Stoll, cestista statunitense
- 1985 - O'Brian White, ex calciatore giamaicano
- 1985 - Juan Camilo Zúñiga, ex calciatore colombiano
- 1986 - Draško Albijanić, cestista bosniaco
- 1986 - Lukáš Bielák, calciatore slovacco
- 1986 - Philippe Erne, ex calciatore liechtensteinese
- 1986 - Mahir Karić, ex calciatore bosniaco
- 1986 - Shane Rennie, ex calciatore grenadino
- 1986 - Atagün Yalçinkaya, pugile turco
- 1986 - Andrej Zejc, ex ciclista su strada kazako
- 1987 - Netsanet Achamo, ex maratoneta, ex siepista e ex mezzofondista etiope
- 1987 - Rocco Barone, pallavolista italiano
- 1987 - Jamie Bernadette, attrice statunitense
- 1987 - Valeria Caracuta, pallavolista italiana
- 1987 - Joseph Chipolina, calciatore gibilterriano
- 1987 - Claude Dielna, ex calciatore francese
- 1987 - Johannes Flum, allenatore di calcio e ex calciatore tedesco
- 1987 - Alex Gaskarth, cantante e chitarrista britannico
- 1987 - Kenneth Medwood, ex ostacolista beliziano
- 1987 - Aletta Ocean, attrice pornografica ungherese
- 1987 - Luka Perić, calciatore croato
- 1987 - Ana Polvorosa, attrice spagnola
- 1987 - Elisa Sednaoui, modella e attrice italiana
- 1987 - Julia Smit, ex nuotatrice statunitense
- 1987 - Myriam Somma, cantante e attrice italiana
- 1987 - John Stanton, giocatore di football americano statunitense
- 1987 - Markel Susaeta, ex calciatore spagnolo
- 1987 - James Tynion IV, fumettista statunitense
- 1987 - Wang Zheng, martellista cinese
- 1988 - Nicolas Batum, cestista francese
- 1988 - Aauri Bokesa, atleta e cestista spagnola
- 1988 - Sam Burgess, rugbista a 13 e rugbista a 15 britannico
- 1988 - Eneko Bóveda, ex calciatore spagnolo
- 1988 - George Cabrera, ex calciatore gibilterriano
- 1988 - Nate Ebner, ex rugbista a 7 e ex giocatore di football americano statunitense
- 1988 - Reza Goodary, artista marziale misto iraniano
- 1988 - Vanessa Hudgens, attrice, cantante e ballerina statunitense
- 1988 - Alison Jackson, ciclista su strada canadese
- 1988 - Dave Kilcoyne, rugbista a 15 irlandese
- 1988 - David McMillan, ex calciatore irlandese
- 1988 - Ayumu Murase, doppiatore giapponese
- 1988 - Roberto Nani, ex sciatore alpino italiano
- 1988 - Isaiah Pead, giocatore di football americano statunitense
- 1988 - O'Dayne Richards, pesista giamaicano
- 1988 - Brandon Saine, giocatore di football americano statunitense
- 1988 - Hayato Sakamoto, giocatore di baseball giapponese
- 1988 - Nils Schouterden, calciatore belga
- 1988 - Ebrima Sohna, calciatore gambiano
- 1988 - Anna-Maria Zimmermann, cantante tedesca
- 1989 - David Ball, calciatore inglese
- 1989 - Pedro Botelho, calciatore brasiliano
- 1989 - Amini Fonua, nuotatore tongano
- 1989 - Klaus Gjasula, calciatore albanese
- 1989 - Jung Woo-young, calciatore sudcoreano
- 1989 - Onew, cantante, attore e conduttore radiofonico sudcoreano
- 1989 - Paulo Magalhaes, calciatore brasiliano
- 1989 - Amath M'Baye, cestista francese
- 1989 - Casper Ulrich Mortensen, pallamanista danese
- 1989 - Christophoros Nungovitch, pallamanista cipriota
- 1989 - Aisha Praught-Leer, siepista e mezzofondista giamaicana
- 1989 - Christian Ribeiro, ex calciatore gallese
- 1989 - Mitchell Watt, cestista statunitense
- 1989 - Yang Hyo-jin, pallavolista sudcoreana
- 1990 - Robert Covington, cestista statunitense
- 1990 - Angelica Delgado, judoka statunitense
- 1990 - Torino Hunte, calciatore olandese
- 1990 - Kerron Johnson, cestista statunitense
- 1990 - Darren Lok, calciatore malaysiano
- 1990 - Daisuke Murakawa, goista giapponese
- 1990 - Kayla Neto, pallavolista statunitense
- 1990 - Davide Pascolo, cestista italiano
- 1990 - Nicola Ruffoni, ciclista su strada italiano
- 1990 - Dmytro Savyc'kyj, pesista ucraino
- 1990 - Cheïbane Traoré, calciatore maliano
- 1990 - Sep Visser, rugbista a 15 olandese
- 1990 - Vukadin Vukadinović, calciatore serbo
- 1990 - Rianne de Vries, pattinatrice di short track olandese
- 1991 - Offset, rapper statunitense
- 1991 - Devin Gardner, ex giocatore di football americano statunitense
- 1991 - Heliardo, calciatore brasiliano
- 1991 - Tabea Kemme, ex calciatrice tedesca
- 1991 - Tommaso Leoni, snowboarder italiano
- 1991 - Luis Martínez, calciatore guatemalteco
- 1991 - Samantha Peszek, ginnasta statunitense
- 1991 - Tyler Sanders, pallavolista canadese
- 1991 - Stefflon Don, rapper e cantante britannica
- 1991 - Šandor Vajda, calciatore ucraino
- 1992 - Marina Agoues, calciatrice spagnola
- 1992 - Jairus Birech, siepista keniota
- 1992 - Nicklas Frenderup, ex calciatore danese
- 1992 - Tre' Jackson, giocatore di football americano statunitense
- 1992 - Ben Kanute, triatleta statunitense
- 1992 - Tori Kelly, cantautrice e attrice statunitense
- 1992 - Ryō Miyaichi, calciatore giapponese
- 1992 - Andrew Smith, cestista statunitense
- 1992 - Claudia Traisac, attrice spagnola
- 1992 - Svilen Šterev, calciatore bulgaro
- 1993 - Matthew Ball, danzatore inglese
- 1993 - Amir Ben Shimon, calciatore israeliano
- 1993 - Agustín Casanova, cantante e attore uruguaiano
- 1993 - Siyani Chambers, cestista statunitense
- 1993 - Herbert Gamboa, ex giocatore di football americano messicano
- 1993 - Antonio Giovinazzi, pilota automobilistico italiano
- 1993 - Måns Hedberg, ex snowboarder svedese
- 1993 - Femi Hollinger-Janzen, ex calciatore beninese
- 1993 - Sasha Hostyn, videogiocatrice canadese
- 1993 - Jeong Hyo-geun, cestista sudcoreano
- 1993 - Alexander Kamp, ciclista su strada danese
- 1993 - Kamari Murphy, cestista statunitense
- 1993 - Uroš Nikolić, calciatore serbo
- 1993 - Ngozi Okobi, calciatrice nigeriana
- 1993 - Nicholas Presciutti, pallanuotista italiano
- 1993 - Josh Vela, calciatore inglese
- 1994 - Ovbokha Agboyi, ex calciatore nigeriano
- 1994 - Peyman Babaei, calciatore iraniano
- 1994 - Maarten Bouwknecht, cestista olandese
- 1994 - Jordan Dover, calciatore guyanese
- 1994 - Javon Francis, velocista giamaicano
- 1994 - Kevaughn Frater, calciatore giamaicano
- 1994 - Rúben Alexandre Gomes Oliveira, calciatore portoghese
- 1994 - Alexander González Moreno, calciatore panamense
- 1994 - Alexandru Ioniță, calciatore rumeno
- 1994 - Desmond King, giocatore di football americano statunitense
- 1994 - Clarisse Le Bihan, calciatrice francese
- 1994 - Sulian Matienzo, pallavolista cubana
- 1994 - Ayoub Saadaoui, giocatore di calcio a 5 francese
- 1994 - Florian Sittsam, calciatore austriaco
- 1994 - Kedar Williams-Stirling, attore britannico
- 1995 - Julija Belokobyl'skaja, ex ginnasta russa
- 1995 - Jaylon Ferguson, giocatore di football americano statunitense († 2022)
- 1995 - Paweł Halaba, pallavolista polacco
- 1995 - Calvyn Justus, nuotatore e modello sudafricano
- 1995 - Álvaro Odriozola, calciatore spagnolo
- 1995 - José David Ramírez, calciatore messicano
- 1995 - Robert Spillane, giocatore di football americano statunitense
- 1996 - Hamdan Al-Shamrani, calciatore saudita
- 1996 - Myles Amine, lottatore sammarinese
- 1996 - Raphinha, calciatore brasiliano
- 1996 - Willian Maranhão, calciatore brasiliano
- 1996 - Barbie Ferreira, attrice e modella statunitense
- 1996 - Andrew Hudson, velocista statunitense
- 1996 - Arelya Karasoy, pallavolista turca
- 1996 - Bojan Nešić, giocatore di football americano serbo
- 1996 - Renato Paratore, golfista italiano
- 1996 - Tutti Fenomeni, cantautore, rapper e attore italiano
- 1996 - Benjamin Voisin, attore francese
- 1997 - David Davidjan, calciatore armeno
- 1997 - Malek Fakhro, calciatore tedesco
- 1997 - Deso Gelmisa, maratoneta etiope
- 1997 - Cam Gill, giocatore di football americano statunitense
- 1997 - Thomas Horn, attore statunitense
- 1997 - Nobert Kigen, maratoneta e mezzofondista keniota
- 1997 - Armand Marchant, sciatore alpino belga
- 1997 - D.K. Metcalf, giocatore di football americano statunitense
- 1997 - Luismel Morris, calciatore cubano
- 1997 - Samuel Oum Gouet, calciatore camerunese
- 1997 - Youssef Selim, tuffatore egiziano
- 1997 - Kōki Tachi, calciatore giapponese
- 1997 - Nigel Warrior, giocatore di football americano statunitense
- 1998 - Lukas Engel, calciatore danese
- 1998 - Julio Alonso, calciatore spagnolo
- 1998 - Anastasia Dețiuc, tennista moldava
- 1998 - Yan Dhanda, calciatore inglese
- 1998 - Sophie Hediger, snowboarder svizzera († 2024)
- 1998 - Hugo Klages, giocatore di football americano tedesco
- 1998 - Ignas Kružikas, calciatore lituano
- 1998 - Lukas Nmecha, calciatore tedesco
- 1998 - Kevin O'Toole, calciatore statunitense
- 1998 - Lorenco Vila, calciatore albanese
- 1998 - Maggie Voisin, sciatrice freestyle statunitense
- 1998 - Lonnie Walker, cestista statunitense
- 1998 - Andrij Štohrin, calciatore ucraino
- 1999 - Aleksandar Borković, giocatore di football americano serbo
- 1999 - Karley Scott Collins, attrice statunitense
- 1999 - Oliver Cooper, calciatore inglese
- 1999 - Dylan Laube, giocatore di football americano statunitense
- 1999 - Georgia Ponsonby, rugbista a 15 neozelandese
- 1999 - Dante Stills, giocatore di football americano statunitense
- 1999 - Boubacar Traoré, calciatore maliano
- 2000 - Phoebe Banks, tuffatrice britannica
- 2000 - Jordan Battle, giocatore di football americano statunitense
- 2000 - David Bell, giocatore di football americano statunitense
- 2000 - Jakub Kadák, calciatore slovacco
- 2000 - Marion Oberhofer, slittinista italiana
- 2000 - Luca Spechenhauser, pattinatore di short track italiano

## XXI secolo(18)
- 2001 - Chimere Dike, giocatore di football americano statunitense
- 2001 - Logan Farrington, calciatore statunitense
- 2001 - Luis Henrique, calciatore brasiliano
- 2001 - Reira Iwabuchi, snowboarder giapponese
- 2001 - Joshua Rush, attore statunitense
- 2002 - Aurora Abatangelo, hockeista su ghiaccio italiana
- 2002 - Austin Booker, giocatore di football americano statunitense
- 2002 - Francisco Conceição, calciatore portoghese
- 2003 - Kodjo Aziangbe, calciatore togolese
- 2003 - Anita Bottazzo, nuotatrice italiana
- 2003 - Marlon Gomes, calciatore brasiliano
- 2004 - Mathieu Acapandié, calciatore francese
- 2004 - Christopher Bonsu Baah, calciatore ghanese
- 2004 - Joaquín Tobio Burgos, calciatore argentino
- 2005 - Nicole Arlia, tennistavolista italiana
- 2005 - Mia Sinclair Jenness, attrice statunitense
- 2005 - Shirin Abdullaeva, cantante e attrice uzbeka († 2025)
- 2007 - Evelina Simonova, nuotatrice artistica russa

## Senza anno specificato(3)
- Adachitoka, fumettista giapponese
- Antoine Bovy, medaglista svizzero († 1877)
- Greg Edwards, polistrumentista statunitense